# Günther Reiter
Günther Reiter (* 11. August 1949 in Wien) ist ein ehemaliger österreichischer Politiker (SPÖ). Er war von 1986 bis 2010 Abgeordneter zum Wiener Landtag und Mitglied des Wiener Gemeinderats.

## Leben
Günther Reiter ist der Sohn eines Amtsrats und einer Buchhalterin. Er besuchte das Realgymnasium in der Vereinsgasse (Leopoldstadt) und brach nach sechs Semestern sein Medizinstudium ab. Er besuchte in der Folge eine Pädagogische Akademie und arbeitete ab 1972 als Hauptschullehrer. 1980 wechselte er beruflich in die Politik und war bis 1990 Bezirkssekretär der SPÖ-Floridsdorf. Seit 2003 ist Reiter Geschäftsführer der Betriebsgesellschaft von Schloss Laxenburg. 
Politisch arbeitete Reiter bei den Stadträten Christine Schirmer, Michael Häupl und Hannes Swoboda mit und vertrat die SPÖ zwischen 1978 und 1986 als Bezirksrat in der Bezirksvorstehung. 1986 wechselte er in den Wiener Landtag und Gemeinderat und wurde 2001 zum Vierten Vorsitzenden des Wiener Gemeinderats gewählt und war bis 2010 Dritter Vorsitzender des Gemeinderats. Reiter war in der 18. Gesetzgebungsperiode Mitglied im Ausschuss „Stadtentwicklung und Verkehr“. Anfang 2010 ging Reiter in den Ruhestand, sein Nachfolger im Wiener Landtag und Gemeinderat wurde Christian Peterka.
Günther Reiter ist verheiratet und hat einen Sohn und eine Tochter. 